# Vocking (Dorfen)
Vocking ist ein Gemeindeteil der Stadt Dorfen im oberbayerischen Landkreis Erding.

## Lage
Der Weiler Vocking liegt auf der Gemarkung Watzling 3,7 Kilometer südwestlich des Stadtzentrums von Dorfen. Der Ort liegt rechts und links der Lappach, etwa 400 Meter südlich der Autobahn A 94.

## Bevölkerungsentwicklung
Um 1950 gab es in Vocking 37 Einwohner. Im Mai 1987 lebten dort 14 Einwohner in drei Wohngebäuden.
| Jahr      | 1871 | 1925 | 1950 | 1970 | 1987 |
| Einwohner | 27   | 27   | 37   | 16   | 14   |